# Condado de Madison (Montana)
O Condado de Madison é um dos 56 condados do estado norte-americano de Montana. A sede de condado é Virginia City, e a sua maior cidade é Ennis. O condado tem uma área de 9332 km² (dos quais 41 km² estão cobertos por água), uma população de 6851 habitantes, e uma densidade populacional de 0,7 hab/km² (segundo o censo nacional de 2000). O condado foi fundado em 1864.